# Ljubica Marić
Ljubica Marić ( pronunciación en serbio: [ʎûbitsa mǎːritɕ] , del 18 de marzo de 1909 al 17 de septiembre de 2003) fue una compositora de Yugoslavia. Fue alumna de Josip Štolcer-Slavenski. Se caracterizó por inspirarse en la música de la iglesia ortodoxa bizantina. Fue profesora en la Facultad de Música de Belgrado y miembro de la Academia Serbia de Ciencias y Artes .

## Vida
Nacida en Kragujevac, Serbia, Ljubica Marić está considerada como una de las mejores compositoras serbias. Realizó un gran viaje artístico e intelectual para facilitar el avance de la música serbia. Fue la primera serbia en obtener un diploma en composición en 1929. Cursó estudios de posgrado con Josef Suk en el Conservatorio Estatal de Praga. Mientras era estudiante, recibió elogios en festivales celebrados en Ámsterdam, Estrasburgo y Praga.
Descrita como una mujer naturalmente dotada, su música fue promovida por el gran partidario de la música contemporánea, Hermann Scherchen e interpretada por los conjuntos de cámara y orquestas más importantes. [Alois Hába]] le ofreció un puesto de profesora asociada en el Departamento de música de cuarto de tono en el Conservatorio Estatal de Praga. La Segunda Guerra Mundial interrumpió su carrera internacional, por lo que pasó la mayor parte de su vida en Belgrado, donde se centró en la composición. También se dedicó a las artes visuales, escribió poesía filosófica, trabajó como profesora de la Academia de Música de Belgrado y fue miembro de la Academia Serbia de Artes y Ciencias.
Ljubica Marić fue la primera compositora en utilizar la música de la iglesia bizantina en composiciones no litúrgicas. En su obra, realizó una síntesis de la música medieval con la experiencia de vanguardia de la música del siglo XX, creando piezas con letras filosóficas. Su música anunció el inicio del posmodernismo y el minimalismo. Se la considera precursora de Arvo Pärt y John Tavener.

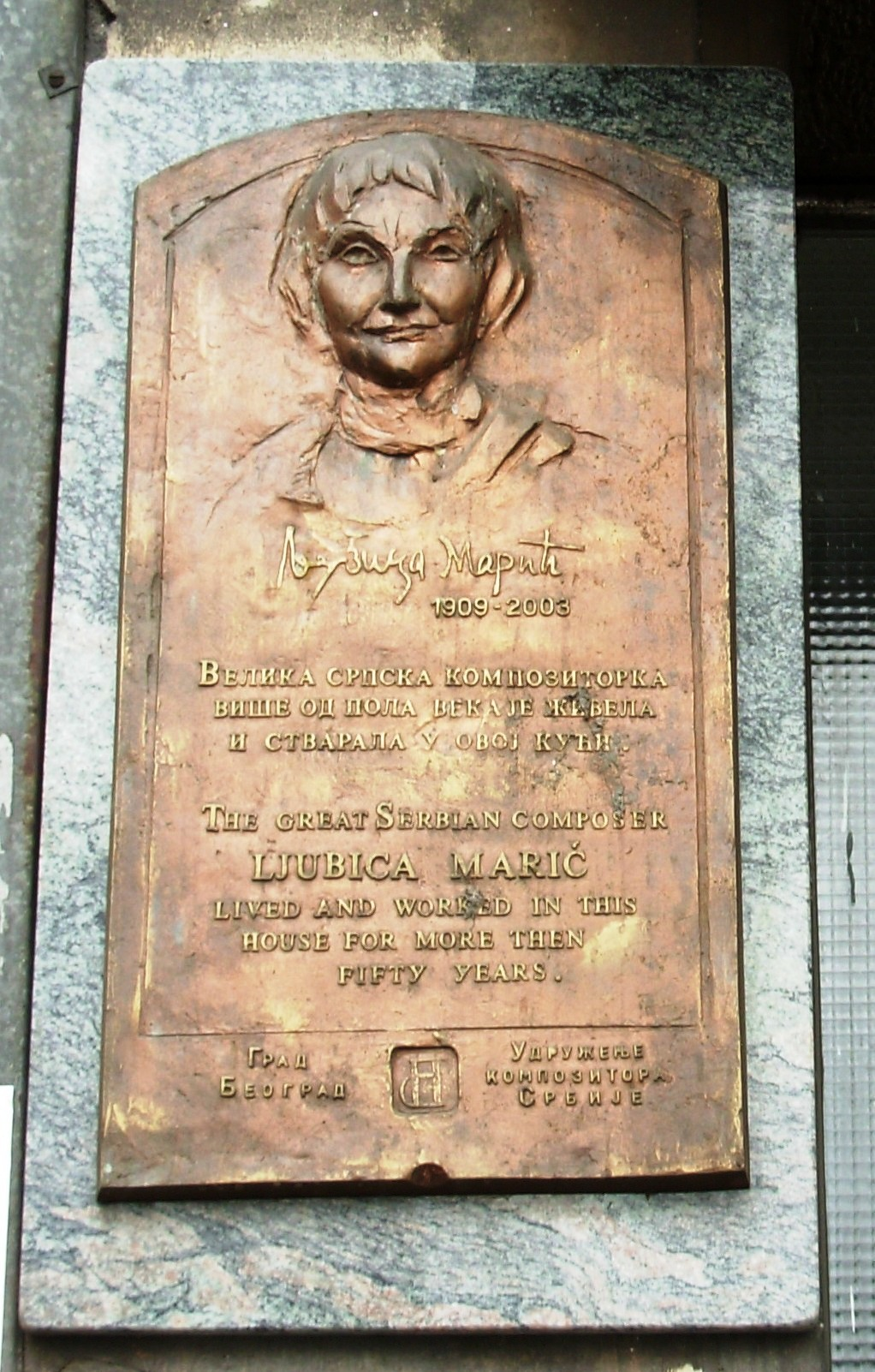
Tumba de Ljubica Marić en Belgrado

Hacia el final de su vida, su música fue nuevamente recibida con entusiasmo en los grandes centros musicales de los Países Bajos, Alemania y Gran Bretaña. En Ámsterdam se publicó un CD con su música de cámara. La fundación KölnMusik le encargó una  nueva obra, y la editorial Furore Verlag de Kassel publicó decenas de sus composiciones. Un CD con sus obras más representativas fue publicado por Chandos. Ljubica Marić es considerada por algunos como una de las creadoras más originales de la segunda mitad del siglo XX.

## Legado
“Ljubica Marić --dijo Dmitry Shostakovich-- utilizó todo un arsenal de música contemporánea para lograr un gran objetivo. Habla desde lo profundo de su alma con un lenguaje claro e impresionante ... ". Su música y la originalidad de su expresión fueron elogiadas por muchos otros grandes artistas del siglo XX, como Bartok, Lutoslawski, Hába, Nicolas Slonimsky, Hermann Schrechen y Marius Flothuis. Todos ellos han considerado que las composiciones de Ljubica Marić están entre las mejores creaciones musicales del siglo XX.

## Lista de obras
- Dolor para la niña, para coro de hombres (1928)
- Sonata Fantasia, para violín solo (1928/29)
- Cuarteto de cuerdas (1930/31) - perdido
- Quinteto de viento (1931)
- Música para orquesta (1932)
- Suite, para piano de un cuarto de tono (1936/37) - perdido.
- Trío, para clarinete, trombón y contrabajo (1937) - perdido.
- Bocetos para piano (1944) - perdidos
- Cuatro improvisaciones y fugas sobre los temas de Octoëchos, para piano (alrededor de 1944) - perdido.
- Three Preludes and Etude, para piano (1945, rev. 1997)
- Dos canciones, para coro mixto (1945) - perdidas (Romanija, The Mist)
- Marcha triunfal, para orquesta sinfónica (probablemente 1945) - perdido
- Tres canciones populares, para coro mixto (1946).
- Coros de niños (1946/64) (Preocupaciones de Chicken, Nightingale and the Hunters, Enigmas, Violet's Shortcoming)
- Canción y danza, para piano (1947).
- La danza redonda de Branko, para piano (1947)
- Sonata para violín y piano (1948)
- Versos de “The Mountain Wreath”, para barítono y piano (1951).
- Songs of Space, cantata para coro mixto y orquesta sinfónica (1956)
- Passacaglia, para orquesta sinfónica (1957)
- Octoïcha 1, para orquesta sinfónica (1958/9, rev.1998)
- Concierto bizantino, para piano y orquesta (1959)
- The Threshold of Dream, cantata para soprano, mezzo-soprano, narrador y orquesta de cámara (1961)
- Ostinato super thema Octoïcha, para piano, arpa y orquesta de cuerdas (1963)
- Lament, Pastoral and Hymn, para coro mixto y conjunto instrumental, desde el
- Música para el oratorio orador Words of Light (1962/66) (redacción Mirjana Živković, 2009)
- La hechicera, recitación melódica para soprano y piano (1964)
- Canción para la flauta (1976)
- Invocación, para contrabajo y piano (1983, rev. 1998)
- Monodia Octoïcha, para violonchelo solo (1984)
- Del canto de la oscuridad, cantata recitativa para mezzo-soprano y piano (1984)
- Asíntota, para violín y orquesta de cuerdas (1986).
- El maravilloso miligramo, para flauta y soprano (1992)
- Archaia, para trío de cuerdas (1992)
- Archaia 2, para trío de vientos (1993, rev. 1998)
- Torso, para trío de piano (1996, rev. 1998)